# Huperzia niligarica
Huperzia niligarica là một loài thực vật có mạch trong Họ Thạch tùng. Loài này được (Spring) R.D. Dixit mô tả khoa học đầu tiên năm 1980.